# NGC 3414
NGC 3414 é uma galáxia lenticular (SB0) localizada na direcção da constelação de Leo Minor. Possui uma declinação de +27° 58' 30" e uma ascensão recta de 10 horas, 51 minutos e 16,1 segundos.
A galáxia NGC 3414 foi descoberta em 11 de Abril de 1785 por William Herschel.